# Kellogg's Tour 1988
Kellogg's Tour 1988, o anche Kellogg's Tour: The Professional Tour of Britain Cycle Race sulle copertine, è un videogioco di ciclismo pubblicato nel 1988 per Commodore 64 dall'editrice britannica CRL Group. È basato ufficialmente sul Tour of Britain, che in quell'anno era sponsorizzato dalla Kellogg's. Le recensioni note sulla stampa britannica dell'epoca furono negative, soprattutto per il gameplay monotono.

## Modalità di gioco
Il giocatore deve affrontare la gara di 678 miglia attraverso la Gran Bretagna, suddivisa in 6 tappe, cercando di ottenere il miglior tempo finale possibile. L'azione è mostrata con visuale 2.5D a scorrimento orizzontale verso destra, con sfondi che alternano tratti di strada cittadina con spettatori e tratti di campagna. Prima di ogni tappa viene mostrato il tracciato su una mappa del Paese.
Per pedalare è necessario agitare orizzontalmente il joystick, maggiore è la frequenza di scuotimento e maggiore sarà la spinta. Si può spostare il ciclista in su e in giù per evitare gli altri ciclisti, che sono gli unici ostacoli; in caso di scontri si perde velocità. Ci sono due marce da selezionare, quella bassa serve ad affrontare le salite. Il ciclista ha un livello di resistenza, che se viene esaurito del tutto causa il ritiro e la fine della partita. Per ogni tappa si dispone di una riserva limitata di cibo, da mangiare per ricaricare la resistenza. Sotto la visuale ci sono diversi indicatori a icona, tra i quali un cuore che si svuota e rappresenta la resistenza, una bottiglia che si svuota e rappresenta il cibo, e un indicatore della pendenza, altrimenti non visibile nello scenario.
Si inizia con una breve prova a tempo di 4 miglia a Newcastle per poi affrontare le sei tappe, cercando sempre di migliorare il proprio piazzamento, che inizialmente è nella parte inferiore della classifica. Come nella gara reale ci sono maglie da vincere, che cambiano visibilmente anche il colore del personaggio: la maglia gialla per chi vince una tappa, la maglia bianca e tempo bonus per chi fa i tempi migliori nei vari TV Sprint (tratti delle tappe riconoscibili dai cartelli a bordo pista), il titolo di King of the Mountain e tempo bonus per chi vince le scalate.